# 矢島正明
矢島 正明（やじま まさあき、1932年〈昭和7年〉4月17日 - ）は、日本の男性声優、ナレーター。プロダクション・エコー所属。東京府（現・東京都）出身。

## 来歴
幼少期から近所の児童に紙芝居の読み聞かせをしていた。中学時代は木戸新太郎や清水金一が出演する軽演劇に夢中になり、高校時代はムーランルージュ新宿座に通っていた。これらが声優の仕事の下地になったという。
明治大学文学部演劇学科に入学。この頃「演劇の世界で生きていきたいが自分は舞台栄えがしない」と思い「声が僕の一つの劇的な表現の道具になっているのかもしれない」というような思いがあったことから放送研究会に入る。1953年（昭和28年）9月に劇団生活舞台に入団し、1957年（昭和32年）4月まで所属。初舞台は『玄海灘』の辛有基役。
大学卒業後の1955年（昭和30年）、プレイヤーズ・センターに所属、1957年9月（昭和32年）に劇団テアトル・エコー入団。吹き替えのデビュー作は、ラジオ東京テレビ（現TBS）放送の『海賊船サルタナ』での船長役だった。
1967年（昭和42年）に矢島プロダクションを設立しフリーとなる。吹き替えやアニメは草創期から数多くの作品に出演。
ラジオ、テレビドラマ、ドキュメンタリー、CMやテレビ番組など様々な媒体、数多くの作品でナレーターとして活躍。1975年には、三羽烏に入るナレーターとして黒沢良、城達也と共に矢島の名が挙げられている。1960年代から1980年代にかけて、日産自動車のCMナレーション（車種CM、キャッチフレーズ、日産自動車グループ各社CM）を長い期間にわたって務めていた。大正製薬の「リポビタンD」、スタジオジブリ制作映画のCMナレーションも長い期間務めており、これらは現在も継続している。
また、クイズ番組（『チャンスだピンチだ』、『ベルトクイズQ&Q』など）では、出題ナレーターとして顔出しがあった。
2000年（平成12年）から東京シティオペラ協会の公演において、舞台に立ってナレーションを務めている。
2011年、第五回声優アワード功労賞を受賞。また、声優の専門学校で後進の指導も行っている。
近年は足を悪くしているものの、2022年に劇団一の会で卒寿記念の朗読公演を行うなど、90歳を超えた後も現役で活動している。

## 人物
普段の口調は「『鉄腕アトム』のヒゲオヤジそのものに近い」と自他共に語る。
吹き替えでの代表作は『0011ナポレオン・ソロ』（ナポレオン・ソロ）、『スター・トレック』（カーク船長）など。また、2人を演じたロバート・ヴォーン、ウィリアム・シャトナーの吹き替えも持ち役とする。
同じく声優、ナレーターである矢島晶子と同姓のため、声優業界では名前で呼ばれることが多い。

### 仕事に対する姿勢
基本的に声優一本で活躍してきた数少ない人物。
自分の本業をナレーターと考えており、「ラジオの生放送などに時間をとられ、どうしてもアテレコ収録とのスケジュールが合わなくて、わずかな時間で出来る"語り"の方へまわったんです」と語っている。また「自分でプロ（の仕事）と言い切れるのは、吹き替えより、ナレーターとしての矢島正明」と述べたこともある。
インタビューなどにおいては厳しい指摘をすることがあり、1970年代半ばには「アテレコの本当の意味での評論家が出て来ていいと思うんです」「もっと日本語に対して神経質になって、ジャーナリズム関係でたたける所はたたいてほしいですね。せっかく一生懸命作った作品なんだから、アテレコも単なる効用だけでなく、アテレコに対してももっと厳しくすべきです。そうでないとアテレコのレベルはどんどん低下していくと思いますね」と述べている。
2016年には「近頃の吹き替えやナレーションには、聞けたもんじゃないと感じるものもある。アニメの声を聴いていると、誰もみな同じようにセリフを言う。それをよしとするディレクターがいて、そういうスタイルができてしまう」と苦言を呈する一方で、矢島はこれを「この頃はバーチャルから学ぶからそうなる。人間としての生の情動が日常生活からなくなっている」と分析するほか、若手声優に対しては「何が本物かわからなくなっている。適当に知識は持っているけど、自分の好みがハッキリしない。映画をたくさん観て、本を読んで、何が好きなのか、嫌いなのか、それをハッキリさせてほしい。多くの“良いもの”を見てほしい」とエールを送っている。

### エピソード
1970年代のクイズ番組ブームには多くの番組で問題読み上げを担当。TBS『ベルトクイズQ&Q』には第1回から最終回まで一貫して出演した。
テレビ朝日『クイズタイムショック』シリーズ（1969年〈昭和44年〉1月開始。2002年〈平成14年〉8月からは特番として継続）では、初回放送から2014年まで問題出題を担当。司会者や番組のスタイルは変化して行ったものの、出題者は40年以上一貫して矢島であった。また、即答クイズ番組独特の、一問一答の緊迫感を醸し出す出題スタイルを確立した。2017年からは日暮哲也に交代し降板となったが、2019年9月25日放送分にて「敗者復活戦」のみの出題者として約3年ぶりに復帰。また決勝ステージの開会宣言として、かつて披露していた「OP口上」も再現した。
ロバート・ヴォーンとは来日時に対面したことがあり、握手の仕方のスマートさと挙措の美しさに感動したという。その後、記者会見の場で矢島が報道陣に交じって質問した際は「オー！　マイ・ボイス（私の声の人）」と矢島を覚えていてくれたという。
1992年（平成4年）から1998年（平成10年）にかけて発売された『ジャイアントロボ THE ANIMATION -地球が静止する日』のシリーズのテーマを抽象するもっとも重要なゲストキャラクター・草間博士のキャスティングにおいて、声優界で最も強い声を持つ役者は誰だろうと思考された末、（監督の今川泰宏がトレッキーであることもあって）選ばれたのが矢島である。それ以降、『鉄人28号』や『バーテンダー』など今川が関わっている作品への出演が多くなった。
坂口候一が主宰する劇団一の会では、20年以上にわたり朗読劇『騙り語り』の演出と出演を行っている。

## 出演作品
※太字は、メインキャラクター。

### 吹き替え

#### 担当俳優
ウィリアム・シャトナー
- スタートレックシリーズ（1969年 - 2009年、ジェームズ・T・カーク）
  - 宇宙大作戦（1969年 - 1974年）※日本テレビ版、フジテレビ版
  - スタートレック（1984年）※テレビ朝日版
  - スタートレックII カーンの逆襲（1985年）※日本テレビ版
  - スタートレックIII ミスター・スポックを探せ!（1988年）※日本テレビ版
  - スタートレック ジェネレーションズ（1995年）※VHS版
  - スタートレック（2002年）※DVD特別版
  - スタートレックIV 故郷への長い道（2006年）※DVD特別版
  - スタートレックV 新たなる未知へ（2006年）※DVD特別版
  - スタートレックVI 未知の世界（2006年）※DVD特別版
  - スタートレックII カーンの逆襲（2009年）※DVD特別版
  - スタートレックIII ミスター・スポックを探せ!（2009年）、※DVD特別版
  - スタートレック ジェネレーションズ（2009年）、※DVD特別版

- パトカーアダム30（1985年 - 1989年、ジェファーソン・フッカー）※日本テレビ版
- シークエスト
  - 第17話『悪魔の襲来』（1996年、ミロス・テズロフ）

- 新刑事コロンボ ※日本テレビ版
  - 第18話『4時02分の銃声』（1998年、フィールディング・チェイス）

- デンジャラス・ビューティー（2005年、スタン・フィールズ）※日本テレビ版
- ショウタイム（2006年、本人）※テレビ朝日版
- ザ・コンタクト（2007年、ジョン・ゴスナー）
- デンジャラス・ビューティー2（2008年、スタン・フィールズ）

ケーリー・グラント
- よろめき休暇（1964年、アンディ）※日本テレビ版
- 赤ちゃん教育（1970年、デイヴィッド）※東京12ch版

フィリップ・ルロワ
- 黄金の七人（1972年、アルベール教授）※日本テレビ版
- 続・黄金の七人 レインボー作戦（1972年、アルベール教授）※日本テレビ版

ランドルフ・スコット
- 地獄への道（1970年、ウィル・ライト）※NET版
- 無法街の決闘（不明、ネッド・ブリット）

ロバート・ヴォーン
- 0011ナポレオン・ソロ（1965年 - 1971年、ナポレオン・ソロ）※日本テレビ版
- プロテクター電光石火（1972年 - 1976年、ハリー・ルール）※日本テレビ版、東京12ch版
- 荒野の七人（1974年、リー）※NET旧版
- 荒野の七人（1977年、リー）※NET新版
- ブリット（1977年、ウォルター・チャルマース上院議員）※テレビ朝日版
- スターシップ・インベーション（1978年、アラン・ダンカン教授）※フジテレビ版
- 危険なめぐり逢い（1981年、スチュアート・チェイス）※テレビ朝日版
- 復活の日（1981年、バークレイ上院議員）※TBS版
- 宇宙の7人（1983年、ゲルト）※テレビ朝日版
- タワーリング・インフェルノ（1984年、ゲイリー・パーカー上院議員）※日本テレビ版
- ブラス・ターゲット（1985年、ドナルド・ロジャース大佐）※テレビ朝日版
- スーパーマンIII 電子の要塞（1985年、ロス・ウェブスター）※テレビ朝日版
- ブラックライダー（1988年、エド・ライランド）※テレビ朝日版
- デス・リバー/失なわれた帝国（1990年、Dr.ウォルフガング・マンテュフェル）※テレビ朝日版
- トレジャー・ミッション/破壊島（1999年、ウォルター・デンキンス）
- 華麗なるペテン師たち（2006年 - 2010年、アルバート・ストローラー）※NHK版

#### 映画
出演時期不明
- 向こう見ず海兵隊（ナレーター）※NET版
- カメレオンマン（ナレーター）※ビデオ版
- 細菌弾をぶっ飛ばせ！（ジョー・ウォーカー〈トニー・ケンドール〉）※フジテレビ版
- 絶壁の彼方に（〈ダグラス・フェアバンクス・ジュニア〉）
- 妻ゆえに（ロイド・ノーラン）※東京12チャンネル版
- 銅の谷（〈レイ・ミランド〉）
- 遥かなる地平線（チャールトン・ヘストン）※日本テレビ版
- 愛の交響楽（ダナ・アンドリュース）※東京12チャンネル版

1962年
- 鷲と鷹（ロベルト〈エドゥアルド・ノリエガ〉）※日本テレビ版

1968年
- 渚にて（ナレーション）※NET版
- さよならをもう一度（ナレーション）※NET版

1969年
- 吸血鬼ドラキュラ（ジョナサン・ハーカー 〈ジョン・ヴァン・アイゼン〉）※NET版
- 私生活（ファビオ 〈マルチェロ・マストロヤンニ〉）※NET版
- 武器よさらば（ナレーション）※NET版
- ベイルートより愛をこめて（ブレーク〈フレデリック・スタフォード〉）※フジテレビ版

1970年
- 五月の七日間（ナレーション〈リチャード・ベースハート〉）※NET版

1971年
- 北京の55日（ナレーション）※NET版
- 平原児（ナレーション）※NET版
- 博士の異常な愛情（ナレーション）※NET版

1972年
- マルタの鷹（ナレーション）※NET版
- 若草物語（マーチ氏 〈レオン・エイムズ〉）※東京12ch版
- 36時間（ウォルター・ガーバー軍医少佐 〈ロッド・テイラー〉）※NET版
- ナバロンの要塞（ナレーション）※NET版

1973年
- カーツーム（ナレーション）※NETテレビ版
- ドクター・コネリー/キッドブラザー作戦（ニール・コネリー博士〈ニール・コネリー〉）※NET版
- がい骨（ウィルソン〈ナイジェル・グリーン〉）※日本テレビ版
- バルジ大作戦（ナレーション）※NET版
- アルバレス・ケリー（ナレーション）※NET版
- キング・オブ・キングス（ナレーション〈オーソン・ウェルズ〉）※NET版

1974年
- ジャイアンツ（ナレーション）※NET版

1976年
- 大いなる西部（ナレーション）※NET新版

1981年
- ベン・ハー（ナレーション〈フィンレイ・カリー〉）※テレビ朝日版

1982年
- ダーティハンター（マーティン〈アルベルト・デ・メンドーサ〉）※テレビ朝日版

1988年
- ワンス・アポン・ア・タイム・イン・アメリカ（ナレーション）※テレビ朝日版

1991年
- 十戒（ナレーション〈セシル・B・デミル〉）※フジテレビ版

#### ドラマ
- 海賊船サルタナ（英語版）（1957年、ダン・テンペスト船長〈ロバート・ショウ〉）※KRT版
- シカゴ特捜隊M（英語版）（1961年、ナレーション）※フジテレビ版
- 逃亡者（1964年 - 1967年、ナレーション）※TBS版
- わんぱくフリッパー（1966年 - 1968年、ポーター・リックス 〈ブライアン・ケリー（英語版）〉）※日本テレビ版
- おしゃれ(秘)探偵（1967年、ジョン・スティード〈パトリック・マクニー〉）※東京12ch版
- 電撃スパイ作戦（1968年、ナレーション）※フジテレビ版
- 謎の円盤UFO（1970年 - 1971年、ナレーション）※日本テレビ版
- 警部ダン・オーガスト（英語版）（1971年、ナレーション）※NET版
- ネーム・オブ・ザ・ゲーム（1972年、ダン・ファレル〈ロバート・スタック〉）※フジテレビ版
- 秘密捜査官オハラ（1972年、ナレーション）※TBS版

#### 海外アニメ
- ファンタジア（1955年、ナレーター）※BVHE（旧）版

### テレビアニメ
1963年
- 鉄腕アトム (アニメ第1作)（ヒゲオヤジ）

1971年
- さすらいの太陽（ナレーション）

1978年
- 星の王子さま プチ・プランス（1978年 - 1979年、ナレーター、パイロット）

1994年
- とっても!ラッキーマン（1994年 - 1995年、オープニング・ナレーション）

1998年
- TRIGUN（クリフ）

2000年
- ゲートキーパーズ（ナレーション）

2001年
- ナジカ電撃作戦（オープニング・ナレーション）

2002年
- 宇宙大作戦チョコベーダー（ナレーション）

2004年
- サムライチャンプルー（第22話オープニング・ナレーション）
- 鉄人28号（第4作）（八木勝裕）
- MONSTER（ハルトマン）

2006年
- バーテンダー（東山稔）

2007年
- CLAYMORE（ヴィンセント司祭）

2009年
- 真マジンガー 衝撃!Z編 on television（ゼウス）

2010年
- 世紀末オカルト学院（神代純一郎）

2014年
- スペース☆ダンディ（ナレーション、知らないおじさん、ラジカセ、神の声）

2017年
- クレヨンしんちゃん（ナレーション）
- おそ松さん（ナレーション）

### 劇場アニメ
- 鉄腕アトム 宇宙の勇者（1964年、ヒゲオヤジ）
- スプリガン（1998年、ナレーション）
- 鉄人28号 白昼の残月（2007年、語り[30]）

### OVA
- エンゼルコップ（1989年、ナレーター）
- ジャイアントロボ THE ANIMATION -地球が静止する日（1994年 - 1998年、草間博士）
- 親鸞聖人と王舎城の悲劇（1996年、釈尊）
- 銀河英雄伝説外伝 螺旋迷宮（2000年、ケーフェンヒラー）

### ゲーム
- 第3次スーパーロボット大戦Z 時獄篇/天獄篇（2014年、ゼウス）

### 人形劇
- ひょっこりひょうたん島（デビソン提督、天使長）

### 特撮
- ウルトラシリーズ
  - ウルトラマンZOFFY ウルトラの戦士VS大怪獣軍団（ナレーション）
  - 大怪獣バトル ウルトラ銀河伝説 THE MOVIE（ナレーション）
  - ウルトラマンゼロ THE CHRONICLE（ナレーション）

### パチンコ
- CRAクイズタイムショック（エース電研）※問題出題

### ラジオ
- 宮本武蔵（アール・エフ・ラジオ日本）※徳川夢声朗読の番組のナビゲーター
- 日産（TBSラジオ）
  - ミュージック・ドライブ・イン
  - パックインミュージック
- 矢島正明の歌謡曲3時間→矢島正明の土曜の午後は歌謡曲（文化放送）
- ミュージック・スコープ（エフエム東京）

### 舞台
- レースの鎧（1964年、テアトル・エコー） - 石黒清太[31]

#### その他コンテンツ
- チャンスだピンチだ（問題出題）※ドンズバリ氏で一貫して顔出し出演
- クイズタイムショックシリーズ（問題出題）

※山口時代の800回と最終回では顔出し出演
※2014年9月の「超タイムショック」まで。2019年9月25日の「ザ・タイムショック」にも登場。

### ナレーション

#### テレビドラマ
- ブラックチェンバー（ナレーション）
- 木下恵介アワー
  - 3人家族（ナレーション）
  - 兄弟（ナレーション）
  - 二人の世界（ナレーション）
  - 太陽の涙（ナレーション）
  - わが子は他人（ナレーション）
- 山峡の章（ナレーション）
- 白い牙（ナレーション）
- パパになりたかった犬（ナレーション）
- まごころ（ナレーション）
- やつらは多分宇宙人!（オープニングナレーション）
- 炎の犬（ナレーション）
- 太陽の犬（ナレーション）
- 人はそれをスキャンダルという（ナレーション）
- さすらいの狼（ナレーション）
- 火曜日の女シリーズ（ナレーション）

#### 映画
- 太平洋奇跡の作戦 キスカ（ナレーション）
- 日本海大海戦（ナレーション）
- 日本語劇場版サンダーバード55/GoGo（2022.1.7公開 ナレーション）

#### バラエティー
- ベルトクイズQ&Q（問題出題）
- 木曜スペシャル・矢追純一UFOシリーズ（ナレーション）
- カメラが捉えた決定的瞬間、ザ・ショックス
- 世界・ふしぎ発見!（初代ナレーション）
- とんねるずのみなさんのおかげです（「カメラがとらえた決定的瞬間」ナレーション）
- 国分太一・美輪明宏・江原啓之のオーラの泉（ナレーション）
- 山陽放送制作のグルメ特番（ナレーション）
- オレたちひょうきん族（「ひょうきん連続テレビ小説」「源さんの一日〜ある老人の一言より〜」ナレーション）
- 幻解!超常ファイル「アメリカUFO神話に迫る!（2）ロズウェル事件・全編」（語り）

#### CM

##### テレビCM
- アサヒビール
  - 「シュウェップス」（1985年、出演・リンゴ・スター）
- アシックス
  - 「キリー」（1982年）
- あぶらや
  - 企業広告（福井県ローカル（静止画CM）。1981年）
- アメリカン・エキスプレス
  - 「アメリカン・エキスプレスカード」（1980年代前半、出演・ジャック・ニクラスほか[注 1]）、「アメリカン・エキスプレスゴールドカード」（1981年）
- アート引越センター
  - 企業広告（1987年、海外引越篇）、「カーキャリー21」（1989年 - 1990年）
- エルモ社
  - 「エルモ8ミリ」（1980年）
- カメイ
  - 企業広告（宮城県ローカル。1985年、社名変更篇）
- クラリオン
  - 「コンポカーステレオ」（1980年）
- グンゼ
  - 「ナチュラス肌着」（1982年）
- コナミ
  - 「ハイパーオリンピック」（1984年）、「けっきょく南極大冒険」（1984年）
- コンフェクショナリーコトブキ
  - 「アミアブルクッキー」（1986年）、「ニューケーキ」（1986年）
- サントリー
  - 「料理天国（※番組名と同名のワイン）」（1979年、出演・芳村真理）
- セイカノート
  - 「精華亭うまか弁当」（1985年）
- タカラ
  - 「スター・ウォーズ・ライトサーベル」（1977年）
- ダスキン
  - 企業広告（1983年、清潔なお店づくり篇）
- ナガイのり
  - 「ナガイの海苔」（1980年代、歌・熊倉一雄）
- ナショナル（松下電器産業）グループ
  - 松下電器産業
    - 「スキカル」（1976年）、「電子制御エアコン クールクール」（1978年）、「カレックVX」（1983年）、「ネオハイトップ」（1983年、ウルトラファイヤマン編[注 2]）・「ナショナル乾電池」（1984年、水泳編[注 3]）

  - ナショナル住宅
    - 「パナホーム」（1983年 - 1984年、パナホームデー）
- ネッスル日本
  - 「ネスカフェ・ゴールドブレンド」（1977年 - 1985年）、「ブライト」（1980年）
- フィリップモリス・ジャパン
  - 「ネクスト1mg」（1993年）
- ヤマサ醤油
  - 「さしみしょうゆ」（1984年、出演・三遊亭楽太郎）
- ヤンマー農機
  - 「ヤンマー田植え機いちばん苗」（1980年）、「ヤンマーディーゼルコンバインカルテット」（1983年）、「ヤンマー赤トラスーパーフォルテ」（1986年）、「ヤンマー除雪機」（1987年）
- ロッテ
  - 「イタリアーノ」（1980年）
- 永禄建設
  - 企業広告（1980年代後半、出演・三船敏郎）
- 大林組
  - 企業広告（1986年、シンガポール篇）
- 大森屋
  - 企業広告（1989年、夏の贈り物篇。出演・富田靖子）
- 花王石鹸 → 花王
  - 「チェリーナ」、「ジャスト」、「ハミング」、「ビオレU」、「アタック」、「花王ヘアケアまつり」ほか
- 北日本食品工業（現・ブルボン）
  - 「ルーベラ」（1977年）、「ルマンド」（1977年）
- 近畿日本鉄道（近鉄）
  - 「奈良大和路」（1983年 - 1984年[注 4]）、「初詣は伊勢神宮へ」（1986年）、「近鉄特急」（1992年）
- 呉工業
  - 「KURE 5-56」（※「CRC 5-56」時代も担当）、「クレポリメイト」、「クレフォーミュラー365」、「ターガードET」、「ターボエンジンクリーナー777（）」、「ワンドロップレンズクリーン」
- 薩摩酒造
  - 「さつま白波」（1980年代）
- 三洋証券
  - 「サーニス」（1985年）、「パスポート」（1988年）、「ファミリーファンド」（1988年 - 1989年）、企業広告（1990年、創業80周年）
- 全国労働者共済生活協同組合連合会（全労済）
  - 企業広告（1981年）
- 全日空
  - 「全日空スカイホリデー」（1980年）、「ビッグスニーカー北海道・九州」（1980年）、企業広告（1985年）、「でっかいどお北海道」（1985年、歌・THE ALFEE）、「噂の沖縄2」（1986年、出演・所ジョージ）
- 大正製薬
  - 「リポビタンD」、「パブロン」、「大正漢方胃腸薬」ほか（※発売当初から担当。一部の限定CMは田子千尋）
- 立石電機
  - 「オムロンデジタル血圧計」（1984年）
- 土屋ホーム
  - 企業広告（北海道ローカル。1987年）
- 日産自動車
  - 「ローレル」（1974年）、「ブルーバード」（1978年）、「50（）スペシャルシリーズ」（1983年、出演・王貞治）、「パルサー」（1984年）    - ※上記の他、24時間テレビ協賛ナレーションやイベント（「ニッサングリーンカップ・全国草野球大会」ほか）やキャッチフレーズのナレーションも担当した。
- 中部電力
  - 原子力発電（1982年、ペレット[注 5]篇。1983年、新幹線篇）
- 東京ガス
  - 企業広告（1978年 - 1984年）、「FFエアコン」（1983年）
- 東京電力
  - 「でんこのでんき日記」（凧上げ篇、たこ足配線篇、冷蔵庫の省エネ篇ほか。でんこちゃん役：乙葉）
- 東芝
  - 「クリアーナ」（1980年）、「快速冷凍冷蔵庫」（1982年）、「東芝インバーターエアコン」（1985年）、「東芝健康インバーター」（1986年）
- 名古屋逓信会館
  - 企業広告（中京ローカル。1990年前後）
- 日清オイリオ
  - 「日清ヘルシーリセッタ」（2004年）
- 日本清酒
  - 「千歳鶴お買物券プレゼント」、「余市ワイン」（ともに北海道ローカル。1980年代に放映）
- 日本船舶振興会
  - 財団広告（1980年代、心とからだを鍛えよう篇）
- 日本電信電話公社
  - 「ミニプッシュホン」（1978年）、「電話ファクス」（1980年）、「特別でんでん債」（1980年）、「ミニファクスMF-1」（1981年）、企業広告（1981年）
- 日本農産工業
  - 「ヨード卵・光」（1984年、出演・東八郎）
- 日本ケンタッキー・フライド・チキン
  - 企業広告（1980年 - 1982年）、「ミニバーレル」（1983年）、「ケンタッキーチキンフィレサンド」（1985年）
- 日本香堂
  - 「毎日香」（1981年 - 1985年、歌・さとう宗幸）
- 任天堂
  - 「光神話 パルテナの鏡」（1986年）、「スーパーマリオ64」（1996年）
- 野村證券
  - 企業広告（株券電子化篇）
- 原ヘルス工業
  - 「バブルスター ユーホー」（1988年）
- 富士ゼロックス
  - 「富士ゼロックス7080」（1982年）
- 松本日光舎
  - 企業広告（石川県ローカル。1985年）
- 丸菱産業
  - 「サンマッサー」（1983年、不滅の恋人篇）
- 三田工業
  - 「DC-213RE」（1984年）、「DC-513Z」（両商品とも、出演・阿川泰子）
- 御堂開発
  - 「ミドーレークホテル東郷」（1988年）、企業広告（1989年）
- 山代温泉観光協会
  - 団体広告（1977年・1984年）
- 郵政省
  - 「郵便局の定額貯金」（1982年）
- ACジャパン
  - 「しつけは大人の責任です」（1989年）

ほか多数

##### ラジオCM
- 味の素
  - 「味の素（うま味調味料）」（1964年）
- 安田火災
  - 「交通傷害保険」（1964年）
- パイオニア
  - 企業広告（1965年、自然の音・雨上がり篇）
- 東京急行電鉄
  - 「八方尾根」（1965年、山田康雄と共演）
- 東光[注 6]
  - 企業広告（1973年）
- 日産自動車
  - 「ハロー・セーフティー」（1974年、安全運転読本篇。1978年、子どもたちを安全に篇 ほか）
- 服部セイコー
  - 企業広告（1974年、防水時計篇）
- TDK
  - 「オーデュア」（1974年）
- トリオ商事
  - 時報CM（1981年 - 1982年頃）

ほか多数

##### 映画作品
- 日本ヘラルド映画
  - 『シャレード'79』（1978年）、『サンタクロース』（1985年）
- ワーナー・ブラザーズ
  - 『10（）』（1980年）
- 角川文庫
  - 『火の鳥 鳳凰編』（1986年）
- 徳間書店
  - 『天空の城ラピュタ』（1986年）、『おもひでぽろぽろ』（1991年）、『千と千尋の神隠し』（2001年）、『かぐや姫の物語』（2013年）
- 日活
  - 『西遊記〜はじまりのはじまり〜』（2014年）
- ユナイテッドエンタテインメント
  - 『カミノフデ 〜怪獣たちのいる島〜』（2024年）

#### CD
- m-flo ASTROMANTIC ASTROMANTIC CHARM SCHOOL（rhythm zone）※Interludeのナレーション
- NEWS 『NEVERLAND』のナレーション

#### DVD
- 懐かしのせんだい・みやぎ映像集 昭和の情景（仙台放送）※せんだいCM特捜隊のナレーション

#### 前回のあらすじ
- ホロコースト/戦争と家族（1978年）※テレビ朝日版
- ケインとアベル（1986年）※テレビ朝日版

## 舞台演出
- 四人の隊長の恋（1964年、テアトル・エコー） - 演出助手[32]
- 商船テナシチィ（1965年、テアトル・エコー）※納谷悟朗と共同で演出[33]
- 『騙り語り』シリーズ（1999年 - 、劇団一の会）

### 著作
- 『矢島正明 声の仕事』洋泉社、2015年。ISBN 978-4800305336